# حيقلة
حَيْقَلَة (الاسم العلمي: Hebeloma)، جنس فطور من الغاريقونيات وفصيلة فطريات غشائية المعدة. يوجد في جميع أنحاء العالم. ساقه معتدلة الارتفاع والغلاظة طحلاء اللون. نكعته صاجية مقلوبة قطرها نحو 7 سم. لونها إلى الصفار الأغبر يعلوه مواج بني. أطراسها إلى الطحلة الفضية. لحميته كاعنة الصنف مستهجنة الرائحة، ليست مرغوبةً بها.